# Biserica Sfântul Nicolae din Agnita
Biserica Sfântul Nicolae din Agnita este un monument istoric aflat pe teritoriul orașului Agnita.
Biserica "Sfântul Nicolae" al parohiei ortodoxe române Agnita 2 cuprinde pe lângă biserica reparată în 1982 și o casă parohială datând din același an ca și biserica, și care a fost reparată în 2001. casa parohială are o suprafață de 207 mp și adăpstește o bogată colecție de patrimoniu mobil religios cuprinzând un total de 432 obiecte religioase: peste 280 de volume de carte, cca. 150 de icoane și tablouri, 12 alte obiecte bisericești.